# جو اندرسون
جو اندرسون (انگلیسی: Jo Anderson؛ زادهٔ ۲۹ ژوئن ۱۹۵۸) یک هنرپیشه اهل ایالات متحده آمریکا است.

## فیلم‌شناسی
- بخش فوریت‌های پزشکی (۲۰۰۶)
- سی‌اس‌آی (۲۰۰۷)
- سی‌اس‌آی: میامی (۲۰۰۷)
- گلی (۲۰۱۰)
- مرگ دوباره (۱۹۹۱)
- جی‌اف‌کی (۱۹۹۱)